# Elezioni parlamentari in Argentina del 2017
Le elezioni parlamentari in Argentina del 2017 si sono tenute il 22 ottobre per il rinnovo di 127 dei 257 seggi della Camera dei deputati e di 24 dei 72 seggi del Senato.

## Risultati della Camera dei deputati
Buenos Aires
| Lista  | Lista                                     | Voti      | %     | Seggi |
| ------ | ----------------------------------------- | --------- | ----- | ----- |
|        | Cambiemos                                 | 982.867   | 37,06 | 8     |
|        | Unidad Porteña                            | 419.176   | 30,57 | 3     |
|        | Evolución                                 | 237.132   | 15,09 | 2     |
|        | Frente de Izquierda y de los Trabajadores | 111.696   | 5,10  |       |
|        | Avancemos Hacia 1País Mejor               | 93.980    | 2,09  |       |
|        | Autodeterminación y Libertad              | 82.977    | 0,50  |       |
| Totale | Totale                                    | 1.927.828 |       | 13    |

Provincia di Buenos Aires
| Lista  | Lista                                     | Voti      | %     | Seggi |
| ------ | ----------------------------------------- | --------- | ----- | ----- |
|        | Cambiemos Buenos Aires                    | 3.930.406 | 49,65 | 15    |
|        | Unidad Ciudadana                          | 3.383.114 | 40,07 | 13    |
|        | 1País                                     | 1.028.385 | 17,00 | 4     |
|        | Frente de Izquierda y de los Trabajadores | 497.665   | 5,01  | 2     |
|        | Frente Justicialista-Cumplir              | 485.138   | 4,20  | 1     |
| Totale | Totale                                    | 9.324.708 |       | 35    |

Provincia di Catamarca
| Lista  | Lista                                         | Voti    | %     | Seggi |
| ------ | --------------------------------------------- | ------- | ----- | ----- |
|        | Frente Justicialista para la Victoria         | 95.927  | 47,84 | 2     |
|        | Cambiemos-Frente Cívico y Social de Catamarca | 83.937  | 41,86 | 1     |
|        | Frente de Unidad Ciudadana                    | 11.935  | 5,95  |       |
|        | Partido Obrero                                | 8.715   | 4,35  |       |
| Totale | Totale                                        | 200.514 |       | 3     |

Provincia del Chaco
| Lista  | Lista                   | Voti    | %     | Seggi |
| ------ | ----------------------- | ------- | ----- | ----- |
|        | Cambiemos               | 271.110 | 41,79 | 2     |
|        | Frente Chaco Merece Más | 257.053 | 39,62 | 2     |
|        | Unidad Ciudadana        | 69.786  | 10,76 |       |
|        | Partido Obrero          | 32.220  | 4,97  |       |
|        | Un Nuevo País           | 18.615  | 2,87  |       |
| Totale | Totale                  | 648.784 |       | 4     |

Provincia del Chubut
| Lista  | Lista                                     | Voti    | %     | Seggi |
| ------ | ----------------------------------------- | ------- | ----- | ----- |
|        | Frente Chubut para Todos                  | 101.613 | 33,23 | 1     |
|        | Cambiemos Chubut                          | 95.266  | 31,16 | 1     |
|        | Frente para la Victoria                   | 73.026  | 23,88 |       |
|        | Partido Socialista Auténtico del Chubut   | 12.084  | 3,95  |       |
|        | Partido Obrero                            | 10.105  | 3,30  |       |
|        | Movimiento Socialista de los Trabajadores | 8.238   | 2,69  |       |
|        | Partido del Trabajo y del Pueblo          | 5.423   | 1,77  |       |
| Totale | Totale                                    | 305.755 |       | 2     |

Provincia di Córdoba
| Lista  | Lista                                     | Voti      | %     | Seggi |
| ------ | ----------------------------------------- | --------- | ----- | ----- |
|        | Cambiemos                                 | 996.950   | 48,48 | 5     |
|        | Unión por Córdoba                         | 626.887   | 30,48 | 3     |
|        | Frente Córdoba Ciudadana                  | 199.683   | 9,71  | 1     |
|        | Encuentro Vecinal Córdoba                 | 72.533    | 3,53  |       |
|        | Frente de Izquierda y de los Trabajadores | 67.956    | 3,30  |       |
|        | Partido Primero la Gente                  | 50.645    | 2,46  |       |
|        | Izquierda al Frente por el Socialismo     | 41.741    | 2,03  |       |
| Totale | Totale                                    | 2.056.395 |       | 9     |

Provincia di Corrientes
| Lista  | Lista                                  | Voti    | %     | Seggi |
| ------ | -------------------------------------- | ------- | ----- | ----- |
|        | Cambiemos-Encuentro Por Corrientes-ECO | 317.900 | 55,43 | 2     |
|        | Juntos Podemos Más                     | 146.730 | 25,58 | 1     |
|        | Frente Renovador-1País                 | 85.135  | 14,84 |       |
|        | Somos Corrientes                       | 23.790  | 4,15  |       |
| Totale | Totale                                 | 573.555 |       | 3     |

Provincia di Entre Ríos
| Lista  | Lista                                 | Voti    | %     | Seggi |
| ------ | ------------------------------------- | ------- | ----- | ----- |
|        | Cambiemos                             | 437.962 | 53,02 | 3     |
|        | Frente Justicialista Somos Entre Ríos | 313.605 | 37,97 | 2     |
|        | Nueva Izquierda                       | 39.102  | 4,73  |       |
|        | Partido Socialista                    | 35.364  | 4,28  |       |
| Totale | Totale                                | 826.033 |       | 5     |

Provincia di Formosa
| Lista  | Lista                             | Voti    | %     | Seggi |
| ------ | --------------------------------- | ------- | ----- | ----- |
|        | Frente de la Victoria             | 202.817 | 61,89 | 1     |
|        | Cambiemos-Frente Amplio Formoseño | 119.865 | 36,58 | 1     |
|        | Partido Obrero                    | 3.831   | 1,17  |       |
|        | Partido Principios y Convicción   | 1.174   | 0,36  |       |
| Totale | Totale                            | 327.687 |       | 2     |

Provincia di Jujuy
| Lista  | Lista                                                      | Voti    | %     | Seggi |
| ------ | ---------------------------------------------------------- | ------- | ----- | ----- |
|        | Frente Jujeño Cambiemos                                    | 185.253 | 51,73 | 2     |
|        | Frente Justicialista                                       | 70.818  | 19,78 | 1     |
|        | Frente de Izquierda y de los Trabajadores                  | 63.512  | 17,74 |       |
|        | Frente Renovador 1País                                     | 33.859  | 9,46  |       |
|        | Movimiento Socialista de los Trabajadores                  | 2.512   | 0,70  |       |
|        | Movimiento Integración Latinoamericana de Expresión Social | 2.147   | 0,60  |       |
| Totale | Totale                                                     | 358.101 |       | 3     |

Provincia di La Pampa
| Lista  | Lista                                   | Voti    | %     | Seggi |
| ------ | --------------------------------------- | ------- | ----- | ----- |
|        | Partito Giustizialista                  | 96.121  | 45,42 | 2     |
|        | Frente Cambiemos La Pampa               | 96.045  | 45,39 | 1     |
|        | Frente Progresista Pampeano             | 7.229   | 3,42  |       |
|        | Izquierda al Frente por el Socialismo   | 4.257   | 2,01  |       |
|        | Partido de los Trabajadores Socialistas | 4.063   | 1,92  |       |
|        | Partido Humanista                       | 3.895   | 1,84  |       |
| Totale | Totale                                  | 211.610 |       | 3     |

Provincia di La Rioja
| Lista  | Lista                                     | Voti    | %     | Seggi |
| ------ | ----------------------------------------- | ------- | ----- | ----- |
|        | Cambiemos-Fuerza Cívica Riojana           | 85.685  | 44,78 | 1     |
|        | Frente Justicialista Riojano              | 84.477  | 44,15 | 1     |
|        | Una Rioja                                 | 9.176   | 4,80  |       |
|        | Alternativa Popular Riojana               | 4.423   | 2,31  |       |
|        | Frente de Izquierda y de los Trabajadores | 4.170   | 2,18  |       |
|        | Izquierda al Frente por el Socialismo     | 3.427   | 1,79  |       |
| Totale | Totale                                    | 191.358 |       | 2     |

Provincia di Mendoza
| Lista  | Lista                 | Voti      | %     | Seggi |
| ------ | --------------------- | --------- | ----- | ----- |
|        | Cambiemos             | 491.012   | 45,73 | 3     |
|        | Somos Mendoza         | 272.552   | 25,38 | 1     |
|        | Partido Intransigente | 184.610   | 17,19 | 1     |
| Totale | Totale                | 1.073.690 |       | 5     |

Provincia di Misiones
| Lista  | Lista                                       | Voti    | %     | Seggi |
| ------ | ------------------------------------------- | ------- | ----- | ----- |
|        | Frente Renovador de la Concordia            | 268.646 | 42,76 | 2     |
|        | Frente Cambiemos                            | 211.164 | 33,61 | 1     |
|        | Partido Agrario y Social                    | 80.004  | 12,73 |       |
|        | Unión Popular                               | 26.224  | 4,17  |       |
|        | Frente Avancemos                            | 11.710  | 1,86  |       |
|        | Partido Nuevo Octubre                       | 11.620  | 1,85  |       |
|        | Partido Obrero                              | 10.380  | 1,65  |       |
|        | Instrumento Electoral por la Unidad Popular | 8.527   | 1,36  |       |
| Totale | Totale                                      | 628.275 |       | 3     |

Provincia di Neuquén
| Lista  | Lista                                     | Voti    | %     | Seggi |
| ------ | ----------------------------------------- | ------- | ----- | ----- |
|        | Cambiemos                                 | 106.821 | 28,21 | 1     |
|        | Movimiento Popular Neuquino               | 81.077  | 21,41 | 1     |
|        | Unidad Ciudadana para la Victoria         | 73.310  | 19,36 | 1     |
|        | Frente Neuquino                           | 68.210  | 18,01 |       |
|        | Frente de Izquierda y de los Trabajadores | 22.783  | 6,02  |       |
|        | Movimiento Libres del Sur                 | 12.678  | 3,35  |       |
|        | Nueva Izquierda                           | 6.937   | 1,83  |       |
|        | 1País Frente Renovador Neuquén +A         | 6.879   | 1,82  |       |
| Totale | Totale                                    | 378.695 |       | 3     |

Provincia di Río Negro
| Lista  | Lista                                     | Voti    | %     | Seggi |
| ------ | ----------------------------------------- | ------- | ----- | ----- |
|        | Frente para la Victoria                   | 189.557 | 49,36 | 1     |
|        | Cambiemos Río Negro                       | 122.838 | 31,99 | 1     |
|        | Coalición Cívica ARI                      | 42.937  | 11,18 |       |
|        | Frente de Izquierda y de los Trabajadores | 14.636  | 3,81  |       |
|        | Izquierda al Frente por el Socialismo     | 7.162   | 1,87  |       |
|        | Partido Socialista                        | 6.884   | 1,79  |       |
| Totale | Totale                                    | 384.014 |       | 2     |

Provincia di Salta
| Lista  | Lista                                     | Voti    | %     | Seggi |
| ------ | ----------------------------------------- | ------- | ----- | ----- |
|        | Cambiemos País                            | 211.377 | 30,25 | 1     |
|        | Frente Unidad y Renovación                | 170.759 | 24,44 | 1     |
|        | Frente Ciudadano para la Victoria         | 162.389 | 23,24 | 1     |
|        | Salta Somos Todos                         | 67.539  | 9,66  |       |
|        | Frente de Izquierda y de los Trabajadores | 53.655  | 7,68  |       |
|        | Frente Popular para la Liberación         | 16.906  | 2,42  |       |
|        | Movimiento Socialista de los Trabajadores | 16.193  | 2,32  |       |
| Totale | Totale                                    | 698.818 |       | 3     |

Provincia di San Juan
| Lista  | Lista                           | Voti    | %     | Seggi |
| ------ | ------------------------------- | ------- | ----- | ----- |
|        | Frente Todos                    | 226.404 | 53,69 | 2     |
|        | Cambiemos San Juan              | 132.756 | 31,48 | 1     |
|        | 1 País Somos San Juan           | 20.377  | 4,83  |       |
|        | Acción por una Democracia Nueva | 12.656  | 3,00  |       |
|        | Nueva Izquierda                 | 11.509  | 2,73  |       |
|        | Frente Progresista Popular      | 10.761  | 2,55  |       |
|        | Nueva Dirigencia                | 7.258   | 1,72  |       |
| Totale | Totale                          | 421.721 |       | 3     |

Provincia di San Luis
| Lista  | Lista                                     | Voti    | %     | Seggi |
| ------ | ----------------------------------------- | ------- | ----- | ----- |
|        | Frente Unidad Justicialista San Luis      | 158.573 | 55,00 | 2     |
|        | Avanzar y Cambiemos por San Luis          | 123.994 | 43,01 | 1     |
|        | Partido de Trabajadores por el Socialismo | 5.722   | 1,98  |       |
| Totale | Totale                                    | 288.289 |       | 3     |

Provincia di Santa Cruz
| Lista  | Lista                                                                                        | Voti    | %     | Seggi |
| ------ | -------------------------------------------------------------------------------------------- | ------- | ----- | ----- |
|        | Unión Para Vivir Mejor-Cambiemos                                                             | 72.759  | 43,91 | 2     |
|        | Frente para la Victoria                                                                      | 52.953  | 31,96 | 1     |
|        | Frente de Izquierda y de los Trabajadores+Partido Obrero+Izquierda por una Opción Socialista | 16.222  | 9,79  |       |
|        | Proyecto Sur                                                                                 | 11.754  | 7,09  |       |
|        | Frente Renovador Autentico                                                                   | 6.890   | 4,16  |       |
|        | Izquierda al Frente por el Socialismo                                                        | 5.129   | 3,10  |       |
| Totale | Totale                                                                                       | 165.707 |       | 3     |

Provincia di Santa Fe
| Lista  | Lista                                     | Voti      | %     | Seggi |
| ------ | ----------------------------------------- | --------- | ----- | ----- |
|        | Cambiemos                                 | 743.139   | 37,80 | 5     |
|        | Frente Justicialista                      | 509.190   | 25,90 | 3     |
|        | Frente Progresista Civico y Social        | 287.613   | 14,63 | 1     |
|        | 1 Proyecto Santafesino                    | 87.955    | 4,47  |       |
|        | Unite por la Libertad y la Dignidad       | 75.499    | 3,84  |       |
|        | Ciudad Futura                             | 71.278    | 3,63  |       |
|        | Partido Popular                           | 62.961    | 3,20  |       |
|        | Frente Social y Popular                   | 52.865    | 2,69  |       |
|        | Frente de Izquierda y de los Trabajadores | 43.107    | 2,19  |       |
|        | Espacio Grande                            | 32.458    | 1,65  |       |
| Totale | Totale                                    | 1.966.065 |       | 9     |

Provincia di Santiago del Estero
| Lista  | Lista                               | Voti    | %     | Seggi |
| ------ | ----------------------------------- | ------- | ----- | ----- |
|        | Frente Cívico por Santiago          | 384.125 | 70,09 | 3     |
|        | Cambiemos                           | 94.968  | 17,33 |       |
|        | Frente Renovador 1País              | 50.081  | 9,14  |       |
|        | Izquierda por una Opción Socialista | 10.332  | 1,89  |       |
|        | Partido Popular                     | 8.510   | 1,55  |       |
| Totale | Totale                              | 548.016 |       | 3     |

Provincia di Tierra del Fuego
| Lista  | Lista                                       | Voti   | %     | Seggi |
| ------ | ------------------------------------------- | ------ | ----- | ----- |
|        | Frente Ciudadano y Social                   | 27.825 | 29,96 | 1     |
|        | Cambiemos Tierra del Fuego                  | 27.654 | 29,77 | 1     |
|        | Frente Tierra de Unión                      | 21.595 | 23,25 |       |
|        | Federal Fueguino                            | 5.784  | 6,23  |       |
|        | Instrumento Electoral por la Unidad Popular | 3.425  | 3,69  |       |
|        | Iniciativa por la Unión                     | 3.334  | 3,59  |       |
|        | Partido Obrero                              | 3.270  | 3,52  |       |
| Totale | Totale                                      | 92.887 |       | 2     |

Provincia di Tucumán
| Lista  | Lista                                     | Voti    | %     | Seggi |
| ------ | ----------------------------------------- | ------- | ----- | ----- |
|        | Frente Justicialista por Tucumán          | 460.198 | 46,89 | 2     |
|        | Cambiemos para el Bicentenario            | 319.615 | 32,56 | 2     |
|        | Fuerza Republicana                        | 155.089 | 15,80 |       |
|        | Frente de Izquierda y de los Trabajadores | 46.604  | 4,75  |       |
| Totale | Totale                                    | 981.506 |       | 4     |